# LOVE one.
Albums de Kana Nishino
to LOVE
(2010)
Singles
LOVE one. est le 1er album solo de Kana Nishino, sorti sous le label SME Records Inc. le 24 juin 2009 au Japon.

## Présentation
L'album arrive 4e à l'Oricon. Il se vend à 34 218 exemplaires la première semaine et reste classé 85 semaines pour un total de 221 179 exemplaires vendus. Il contient ses six premiers singles et cinq pistes inédites (sans compter le prologue et l'épilogue). Il sort au format CD et CD+DVD, sur le DVD on peut trouver les six clips de ses six singles.

## Liste des titres
| 1.  | Prologue ~Kirari~                               | Kana Nishino                | ViVi                                           | SiZK (arrangement et arrangement du chœur)             | 2:41 |
| 2.  | Tōkutemo feat. WISE (遠くても feat.WISE)        | Kana Nishino, WISE          | Giorgio Cancemi                                | Giorgio Cancemi (arrangement et arrangement du chœur)  | 5:45 |
| 3.  | Doll                                            | Kana Nishino                | the agniss                                     | the agniss (arrangement et arrangement du chœur)       | 4:28 |
| 4.  | Girlfriend                                      | Kana Nishino                | Olivia Nervo, Miriam Nervo, Bobby Huff         | SiZK (arrangement et arrangement du chœur)             | 3:50 |
| 5.  | Kimi no Koe wo (君の声を) feat. VERBAL (m-flo)  | Kana Nishino, VERBAL        | Giorgio Cancemi                                | Giorgio Cancemi (arrangement et arrangement du chœur)  | 5:30 |
| 6.  | Style.                                          | Kana Nishino                | Kazuhiko.M                                     | Kazuhiko.M, SiZK (arrangement du chœur)                |      |
| 7.  | Life goes on...                                 | Kana Nishino                | Ryuichiro Yamaki                               | Ryuichiro Yamaki (arrangement et arrangement du chœur) | 4:47 |
| 8.  | I                                               | Kana Nishino                | Olivia Nervo, Miriam Nervo, Bobby Huff         | SiZK (arrangement et arrangement du chœur)             | 3:50 |
| 9.  | Candy                                           | Kana Nishino, Jeff Miyahara | Kana Nishino, Jeff Miyahara                    |                                                        | 3:13 |
| 10. | MAKE UP                                         | Kana Nishino                | Kazuhiko.M                                     | Kazuhiko.M, SiZK (arrangement du chœur)                | 4:21 |
| 11. | glowly days                                     | Kana Nishino                | Marimo Wamoto                                  | SiZK (arrangement et arrangement du chœur)             | 3:43 |
| 12. | Celtic                                          | Kana Nishino                | Gajin                                          | Makoto Sakuma, SiZK (arrangement du chœur)             | 4:13 |
| 13. | Kimi ni Aitaku naru kara (君に会いたくなるから) | Kana Nishino, Kanako Kato   | Kana Nishino, Jeff Miyahara, Kenji "JINO" Hino | Jeff Miyahara, Kenji "Jino" Hino                       | 4:06 |
| 14. | Epilogue ~LOVE one.~                            | Kana Nishino                | ViVi                                           | SiZK                                                   | 1:18 |

| 1. | I (vidéo-clip)                        |  |  |
| 2. | glowly days (vidéo-clip)              |  |  |
| 3. | Style. (vidéo-clip)                   |  |  |
| 4. | MAKE UP (vidéo-clip)                  |  |  |
| 5. | Tōkutemo feat. WISE (vidéo-clip)      |  |  |
| 6. | Kimi ni Aitaku naru Kara (vidéo-clip) |  |  |